# Errigal
An Earagail (en inglés Mount Errigal) es una montaña de Irlanda (751 m s. n. m.), y se sitúa en el condado de Donegal, en la República de Irlanda.

## Geografía

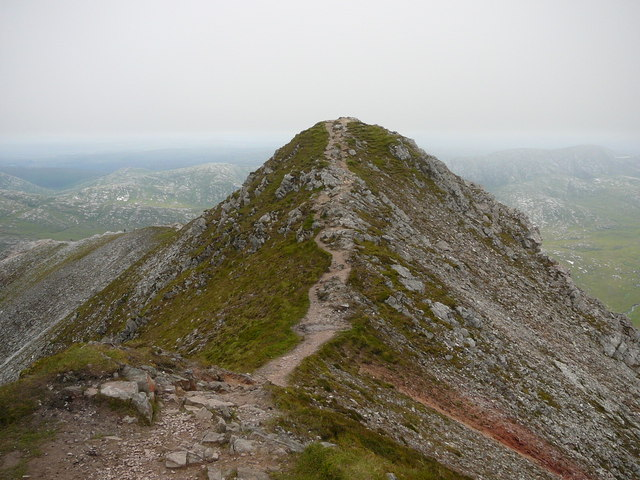
La cima del Errigal

El Errigal es la montaña más alta de la cadena de los Montes Derryveagh, de la cual forma parte. 
Es también el punto más alto del contado de Donegal; por sus altitud y prominencia puede ser definido como un Marilyn y un Hewitt.

## Ascenso a la cima
Para escalar el Errigal no es necesario un equipo especial, ya que el recorrido es bastante fácil. No obstante se recomienda llevar botas de agua además de las de trekking ya que la primera parte del recorrido es pantanoso.